# Concepción, La Independencia
Concepción är en ort i Mexiko.   Den ligger i kommunen La Independencia och delstaten Chiapas, i den sydöstra delen av landet, 900 km öster om huvudstaden Mexico City. Concepción ligger 1 503 meter över havet och antalet invånare är 393.
Terrängen runt Concepción är platt åt sydväst, men åt nordost är den kuperad. Runt Concepción är det ganska glesbefolkat, med 43 invånare per kvadratkilometer. Närmaste större samhälle är Las Margaritas, 14,8 km nordväst om Concepción. I omgivningarna runt Concepción växer huvudsakligen savannskog.